# 세라라폰타나
세라라폰타나(이탈리아어: Serrara Fontana)는 이탈리아 캄파니아주 나폴리현 이스키아섬에 위치한 코무네다.
섬에서 가장 높고 작은 코무네이다. 이전에 있었던 마을들인 세라라(Serrara)와 폰타나(Fontana)가 합쳐져 만들어졌다.
이 영토는 산에서 바다까지 다양한 고도에 위치한 노이아, 칼리메라, 칠리오, 수키보, 산탄젤로와 같은 여러 작은 마을로 구성된다.
세라라폰타나는 바라노 디스키아, 카사미촐라 테르메, 포리오와 같은 시정촌과 접해 있다.
앙겔라 메르켈 독일 총리와 남편은 정기적으로 이 지역에서 여름 휴가를 보낸다.